# Rifugio Franco Monzino
Das Rifugio Franco Monzino (häufig auch lediglich Rifugio Monzino) ist eine Schutzhütte im Aostatal in den Grajischen Alpen innerhalb der Mont-Blanc-Gruppe. Sie liegt in einer Höhe von 2580 m s.l.m. im Seitental Val Veny innerhalb der Gemeinde Courmayeur in der Nähe der Aiguille du Châtelet sowie des Gletschers Ghiacciaio del Brouillard. Die Hütte wird von Mitte Juni bis Mitte September bewirtschaftet und bietet in dieser Zeit 55 Bergsteigern Schlafplätze.

## Geschichte
Das Rifugio Franco Monzoni wurde im Jahr 1965 knapp unterhalb der alten Hütte Capanna Gamba errichtet. Sie ist dem Mailänder Bergsteiger Franco Monzino gewidmet, der sich um die Errichtung der Hütte verdient machte.

## Anstieg
Die Wanderung beginnt am Parkplatz des Picknick Platzes von La Visaille. Zunächst folgt man einem Schotterweg in Richtung des Mont-Blanc Massivs und nimmt nach ungefähr 800 Meter den Wanderweg Nummer 16. Nach der Querung eines Lärchenwaldes durchsteigt man die Moräne des Frêney-Gletschers. Mittels zweier Klettersteige überwindet man zwei Felsriegel.
Für den gesamten, einige Schwierigkeiten aufweisenden Weg vom Parkplatz bei La Visaille oder Frêney bis zum Rifugio Monzino sind ungefähr 2 Stunden 50 Minuten zu veranschlagen.

## Tourenmöglichkeiten

### Übergänge
- Bivacco Giuseppe Lampugnani – 3860 m
- Bivacco Marco Crippa – 3840 m
- Bivacco Piero Craveri – 3490 m

### Gipfeltouren
Folgende Gipfel oder Pässe können von der Hütte erreicht werden:
- Punta di Innominata  3732 m